# Ивайло Иванов (фантаст)
Вижте пояснителната страница за други личности с името Ивайло Иванов.
Ивайло Иванов е български писател, автор на научна фантастика. Роден е през 1971 г. във Варна.

## Произведения
книги
- „Наследници“ – сборник, 2002 г., изд. „Славена“

Публикации в периодичния печат: сп. „Зона F“, сп. „Тера фантастика“, сп. „Фентъзи фактор“, сп. „Свободата да избирам“, сп. „Морски хоризонти“, в. „КИЛ“ и др. Негови разкази са включени в много български сборници на издателствата „Аргус“, „Елф“, „Квазар“ и „Славена“.
Творби на Ивайло Иванов са публикувани в САЩ, Русия, Франция, Казахстан и Аржентина.
Авторът е носител на награда от конкурса „Рашко Сугарев“ за къс разказ (2006).